# EHF Challenge Cup 2001/02
Am EHF Challenge Cup 2001/02 nahmen 41 Handball-Vereinsmannschaften teil, die sich in der vorangegangenen Saison in ihren Heimatländern für den Wettbewerb qualifiziert hatten. Es war die 2. Austragung des Challenge Cups. Der Titelverteidiger war RK Jugović Kać. Die Pokalspiele begannen am 6. Oktober 2001, das zweite Finalspiel fand am 28. April 2002 statt. Im Finale konnte sich Skjern Håndbold gegen Pelister Bitola durchsetzen.

## Modus
Der Wettbewerb startete mit 9 Spielen in Runde 2. Die Sieger zogen in Runde 3 ein, in der weitere, höher eingestufte, Mannschaften einstiegen. Alle Runden inklusive des Finales wurden im K.-o.-System mit Hin- und Rückspiel durchgeführt. Der Gewinner des Finales war EHF Challenge Cup Sieger der Saison 2001/02.

## Runde 2
|                       | Gesamt |                      | Hinspiel | Rückspiel |
| --------------------- | ------ | -------------------- | -------- | --------- |
| SSV Brixen            | 40:50  | US Ivry HB           | 19:21    | 21:29     |
| Belenenses Lissabon   | 77:59  | CSU Galați           | 43:30    | 34:29     |
| Youth Union Strovolos | 53:59  | HC KAI Zilant Kazan  | 25:25    | 28:34     |
| RK Metalurg Skopje    | 46:67  | Skjern Håndbold      | 21:34    | 25:33     |
| SC Melitopol          | 68:30  | CS Baracuda          | 34:20    | 34:10     |
| SK Reval Sport        | 20:0   | RK Borac Banja Luka  | 10:0     | 10:0      |
| HC Fivers Margareten  | 43:51  | Wacker Thun          | 22:21    | 21:30     |
| IFK Skövde HK         | 46:41  | Ionikos Athen        | 22:21    | 24:20     |
| HC Tbilisi            | 32:91  | HRK Izviđač Ljubuški | 16:47    | 16:44     |

## Runde 3
|                            | Gesamt  |                      | Hinspiel | Rückspiel |
| -------------------------- | ------- | -------------------- | -------- | --------- |
| AA Águas Santas            | 44:47   | Skjern Håndbold      | 26:20    | 18:27     |
| SC Melitopol               | 27:55   | Śląsk Wrocław        | 14:28    | 13:27     |
| Wacker Thun                | 54:42   | E&O Emmen            | 29:20    | 25:22     |
| Belenenses Lissabon        | 58:63   | SKIF Krasnodar       | 31:30    | 27:33     |
| Nowopolozk                 | 55:57   | HC Bascharage        | 25:35    | 30:22     |
| SK Reval Sport             | 56:52   | Trabzon Belediyespor | 31:25    | 25:27     |
| RK Jugović Kać             | 47:50   | HCM Constanța        | 31:23    | 16:27     |
| GAS Kilkis                 | 75:56   | Cyprus College       | 41:26    | 34:30     |
| HC KAI Zilant Kazan        | 48:49   | Pelister Bitola      | 23:22    | 25:27     |
| Paris Handball             | 50:45   | Fram Reykjavík       | 24:23    | 26:22     |
| Schachtar Akademiya Donezk | 54:41   | Initia HC Hasselt    | 30:24    | 24:17     |
| RK Bugojno                 | 48:60   | Pallamano Rubiera    | 18:28    | 30:32     |
| Ūla Varėna                 | 38:56   | TV Suhr              | 17:34    | 21:22     |
| Frederiksberg IF           | 45:41   | HRK Izviđač Ljubuški | 25:23    | 20:18     |
| US Ivry HB                 | 40:38   | H 43 Lund            | 23:19    | 17:19     |
| IFK Skövde HK              | 55:55 * | HC Hard              | 32:28    | 23:27     |

## Runde 4
|                            | Gesamt  |                 | Hinspiel | Rückspiel |
| -------------------------- | ------- | --------------- | -------- | --------- |
| Schachtar Akademiya Donezk | 55:56   | Skjern Håndbold | 31:31    | 24:25     |
| Paris Handball             | 59:59 * | Pelister Bitola | 33:30    | 26:29     |
| HCM Constanța              | 46:50   | Śląsk Wrocław   | 30:26    | 16:24     |
| Pallamano Rubiera          | 58:49   | HC Bascharage   | 34:22    | 24:27     |
| SKIF Krasnodar             | 46:47   | GAS Kilkis      | 26:19    | 20:28     |
| Frederiksberg IF           | 39:38   | HC Hard         | 27:18    | 12:20     |
| SK Reval Sport             | 37:67   | US Ivry HB      | 20:37    | 17:30     |
| Wacker Thun                | 52:62   | TV Suhr         | 31:30    | 21:32     |

## Viertelfinals
|                   | Gesamt  |                 | Hinspiel | Rückspiel |
| ----------------- | ------- | --------------- | -------- | --------- |
| Pelister Bitola   | 52:51   | GAS Kilkis      | 27:22    | 25:29     |
| Śląsk Wrocław     | 48:48 * | US Ivry HB      | 30:24    | 18:24     |
| Frederiksberg IF  | 56:52   | TV Suhr         | 34:24    | 22:28     |
| Pallamano Rubiera | 46:58   | Skjern Håndbold | 20:30    | 26:28     |

## Halbfinals
|                  | Gesamt |                 | Hinspiel | Rückspiel |
| ---------------- | ------ | --------------- | -------- | --------- |
| Frederiksberg IF | 60:61  | Pelister Bitola | 31:25    | 29:36     |
| US Ivry HB       | 47:59  | Skjern Håndbold | 24:26    | 23:33     |

## Finale
Das Hinspiel fand am 21. April 2002 in Bitola statt und das Rückspiel am 28. April 2002 in Herning. Skjern Håndbold gewinnt als erste Mannschaft aus Dänemark einen Handball-Europapokal.
|                 | Gesamt |                 | Hinspiel | Rückspiel |
| --------------- | ------ | --------------- | -------- | --------- |
| Pelister Bitola | 44:54  | Skjern Håndbold | 27:20    | 17:34     |